# Steinerberg
Steinerberg es una comuna suiza del cantón de Schwyz, localizada en el distrito de Schwyz. Limita al norte con las comunas de Zug (ZG) y Unterägeri (ZG), al este con Sattel y Steinen, al sur con Steinen y Lauerz, y al occidente con Arth.